# Browar Karscha
Browar Karscha – browar w Kielcach, na Wzgórzu Karscha, przy skrzyżowaniu ulic Jana Pawła II i Ogrodowej, wybudowany w latach 1869–1872 i zamknięty po 1916 roku.

## Historia
Pierwotnie teren, na którym znajduje się Browar Karscha, należał do rozciągającego się do Sukowa biskupiego folwarku zwanego Psiarnią, upaństwowionego pod koniec XVIII w., podobnie jak inne dobra biskupów krakowskich. W 1847 Aleksander Dunin Borkowski został mianowany budowniczym powiatu kieleckiego, zaś trzy lata później, najprawdopodobniej z protekcją naczelnika powiatu kieleckiego Tomasza Zielińskiego, otrzymał w wieczystą dzierżawę za roczny czynsz 9 rubli ową posiadłość na wzgórzu. Borkowski wybudował tam dwór według swojego projektu, oficynę, stajnię i wozownię. Od strony południowej założył ogród.
W 1868 Borkowskiego pozbawiono stanowiska ze względu na to, że nie miał protekcji naczelnika. Został więc zmuszony do odsprzedania posiadłości za 15 tys. rubli pochodzącym z Radomia Stumpfom. Wybudowali oni tu w latach 1869–1872 browar według projektu Franciszka Ksawerego Kowalskiego. Zakład stał się jednym z najnowocześniejszych tego typu na ziemiach polskich. W 1878 zyskał on napęd parowy o mocy 35 koni. W najlepszych latach swojej działalności browar zatrudniał 64 pracowników.
Pod koniec XIX w. właścicielem browaru stał się inny radomski przemysłowiec, Teodor Karsch, który zakupił go za 205 728 rubli. Z jego polecenia dobudowano od strony wschodniej funkcjonującą do dziś oficynę. Po 1916 produkcja piwa zaczęła podupadać, choć w okresie międzywojennym produkowano jeszcze gatunkowe wódki i likiery. W 1921 w browarze pracowało 30 pracowników, budynki powoli uległy dewastacji. Po zakończeniu II wojny światowej wywłaszczono je z przeznaczeniem na magazyny. Część z nich została rozebrana, a w 1958 dwór został przejęty przez państwo.

## Obecnie
Obecnie Wzgórze Karscha jest własnością prywatną. Wyjątkiem jest budynek starego browaru. W 2007 pojawił się pomysł na budowę kamienic wzdłuż ul. Jana Pawła II i zabudowę pozostałości ogrodu. Developer postanowił otworzyć w budynku restaurację oraz wybudować obok apartamentowce, na co nie zgodził się konserwator zabytków.